# Blambangan (Muncar)
Blambangan is een bestuurslaag in het regentschap Banyuwangi van de provincie Oost-Java, Indonesië. Blambangan telt 7402 inwoners (volkstelling 2010).